# Burgplatz (Düsseldorf)
Der Burgplatz ist ein direkt am Rheinufer in der Düsseldorfer Altstadt gelegener Platz. Der unregelmäßige und weitläufige Freiraum entstand bereits bei den ersten Erweiterungen der jungen Stadt. Seinen Namen erhielt er durch seine Lage vor der ehemaligen Burganlage, dem späteren Düsseldorfer Schloss. Nach zahlreichen Bränden und Zerstörungen im Laufe der Zeit wurden schließlich 1892 die Überreste bis auf den Schlossturm abgetragen, in dem sich heute ein Schifffahrtsmuseum befindet.
Mit dem Abriss vergrößerte sich der historische Burgplatz um ein Vielfaches und öffnete sich gleichzeitig zum Rhein. Durch eine Neugestaltung im Jahr 1995 wurde dies noch einmal betont.
Am Burgplatz mündet die nördliche Düssel in den Rheinstrom, dessen Ufer hier über eine Freitreppe erreichbar ist. Insbesondere ist sie im Sommer ein beliebter Treffpunkt für Einheimische und Touristen. Auf der Freifläche finden regelmäßig regionale und überregionale Veranstaltungen statt. Gegenüber wird der Platz von zahlreichen Gaststätten gesäumt.
Am 10. Mai 1995 wurde die Platzanlage in die Denkmalliste der Stadt in der Kategorie Bodendenkmäler eingetragen.

## Lage und Umgebung

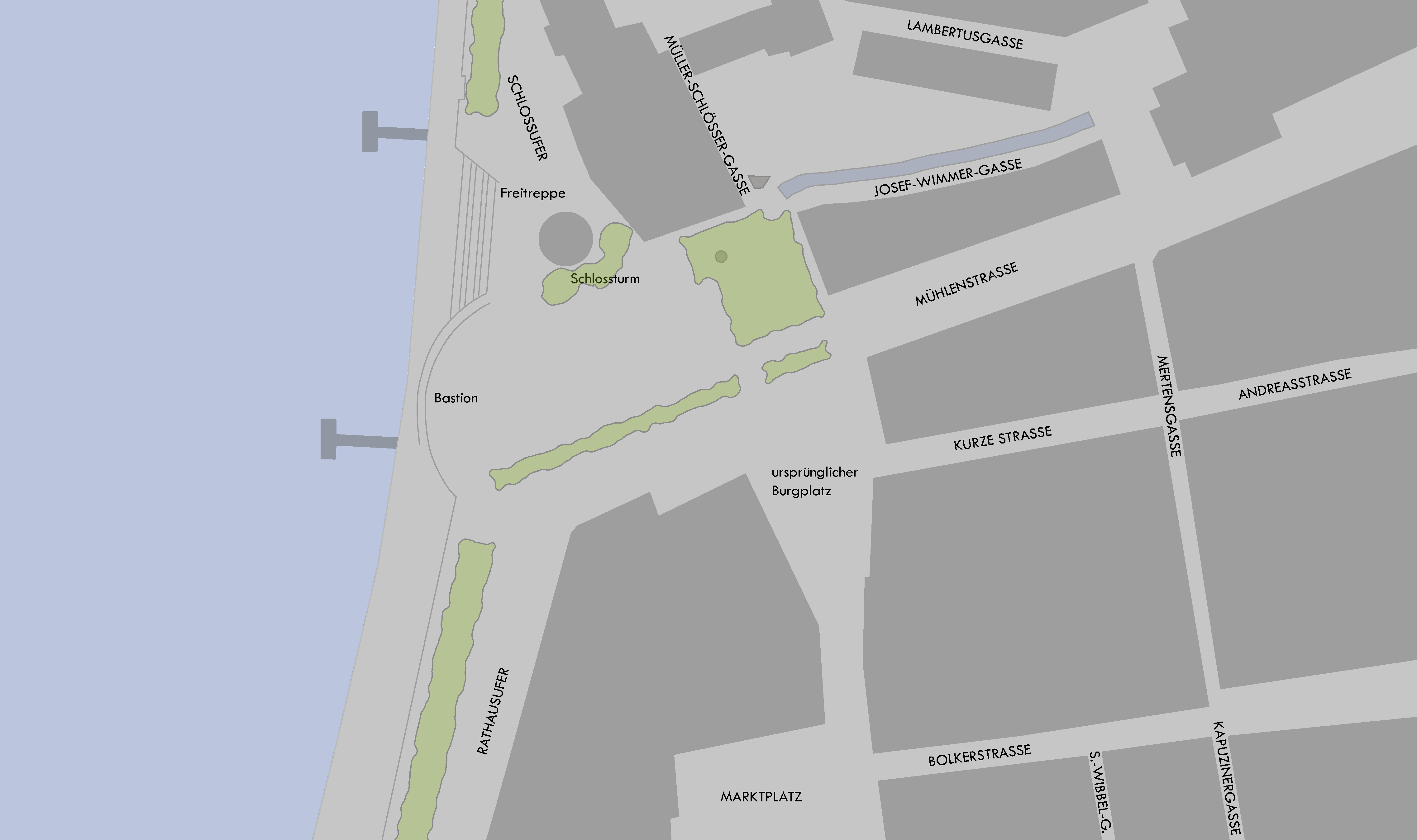
Lage im Stadtraum

Der Burgplatz liegt im Zentrum der Düsseldorfer Altstadt im gleichnamigen Stadtteil. Nördlich an die Platzfläche grenzt die ursprüngliche Keimzelle Düsseldorfs rund um die Kirche St. Lambertus. Auf der westlichen Seite fließt der Rhein. Dort führt die Rheinuferpromenade mit dem Oberen und Unteren Werft am Platz vorbei, wobei diese bis zum Burgplatz den Namen Rathausufer trägt und ab Höhe des Schlossturms den Namen Schlossufer. Die Verbindung zwischen Platz und Unterem Werft wird durch eine Rampe sowie eine breite Freitreppe hergestellt. An dem Unteren Werft befinden sich mehrere Schiffsanleger der Personenschifffahrt sowie zu Messezeiten auch für Hotelschiffe.
Am östlichen Rand führt die Mühlenstraße auf den Platz. Sie ist der einzige Zufahrtsweg für den Auto- und Busverkehr und stellt damit die Verbindung zur Heinrich-Heine-Allee und dem Grabbeplatz her. Die Platzfläche selber ist für den Autoverkehr nicht freigegeben. Weiter südlich erreicht die Kurze Straße den Platz, durch die eine Verbindung zur Andreaskirche und dem Kom(m)ödchen besteht. Im Süden schließen sich die Bolkerstraße und der Marktplatz mit dem dort gelegenen Düsseldorfer Rathaus an.

## Geschichte

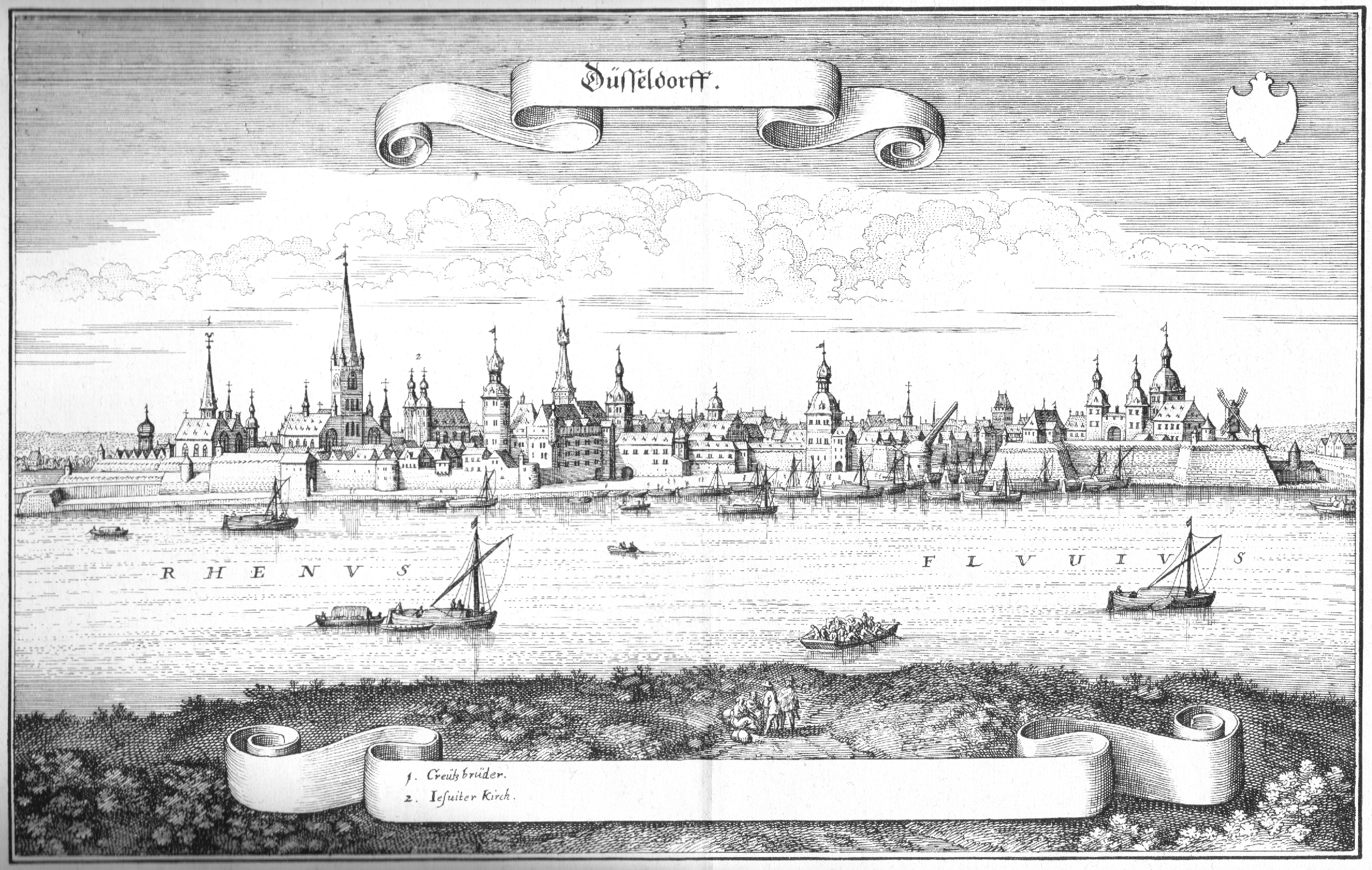
Der Burgplatz war um 1647 noch ohne Zugang zum Rhein

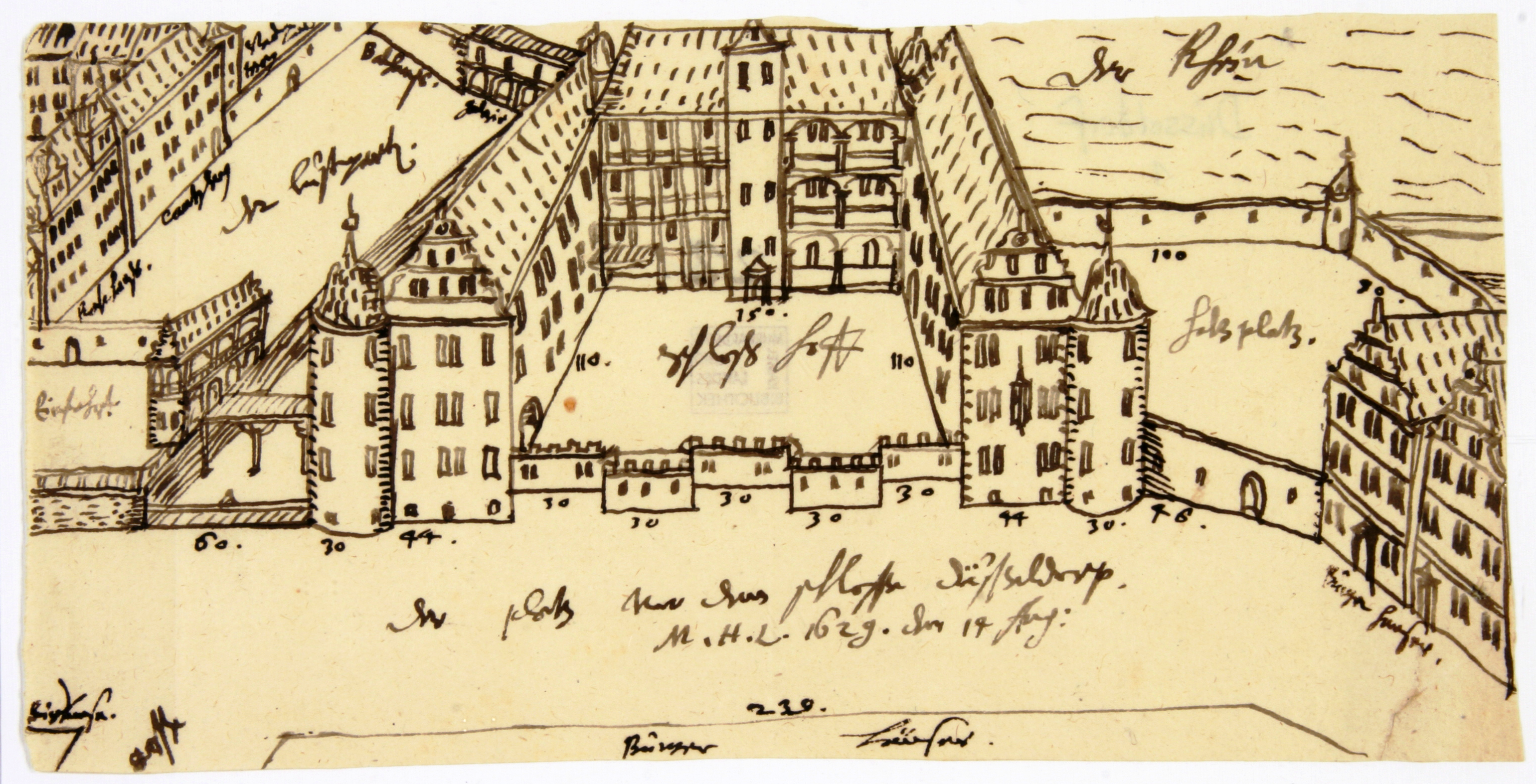
Platz vor dem Schloss Düsseldorf, Zeichnung Landgraf Moritz von Hessen-Kassel vom 14. August 1629

Die Geschichte des Platzes ist fast so alt wie die der Stadt selbst. Die Keimzelle Düsseldorfs befindet sich nur wenige Meter weiter nördlich, an der St.-Lambertus-Kirche. Nachdem das Fischerdorf 1288 zur Stadt erhoben wurde, folgte wohl Ende des 14. Jahrhunderts eine Stadterweiterung nach Süden. In Verbindung mit dieser wurde eine Burg errichtet, welche die Erhebung von Zoll unterstützen sollte und daher direkt am Rhein lag. Diese gab dem Platz seinen Namen, welcher sich auch nicht mehr änderte, als auf dem Gelände der inzwischen abgebrannten Burg ein Schloss errichtet wurde.

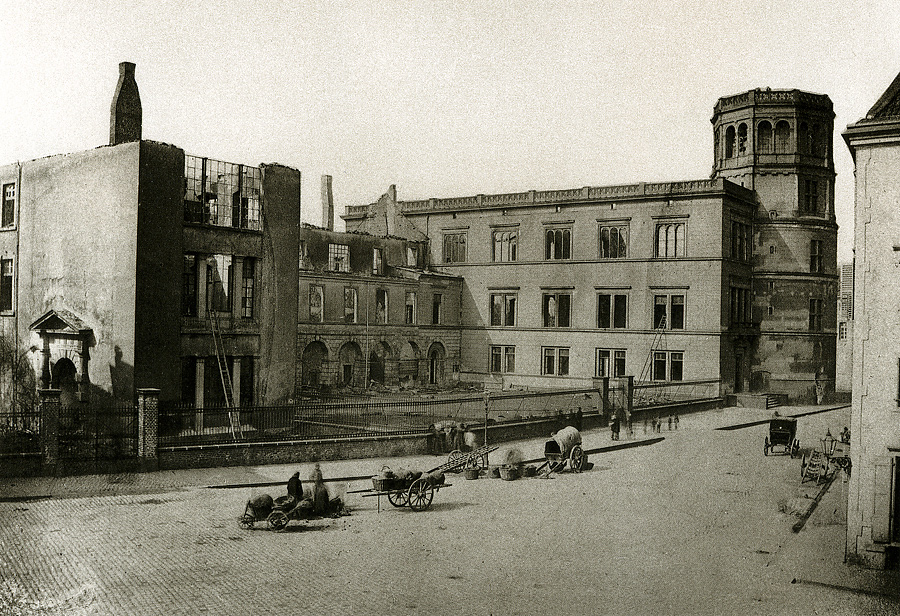
Letzte Reste des Schlosses vor dem Schlossturm (1872)

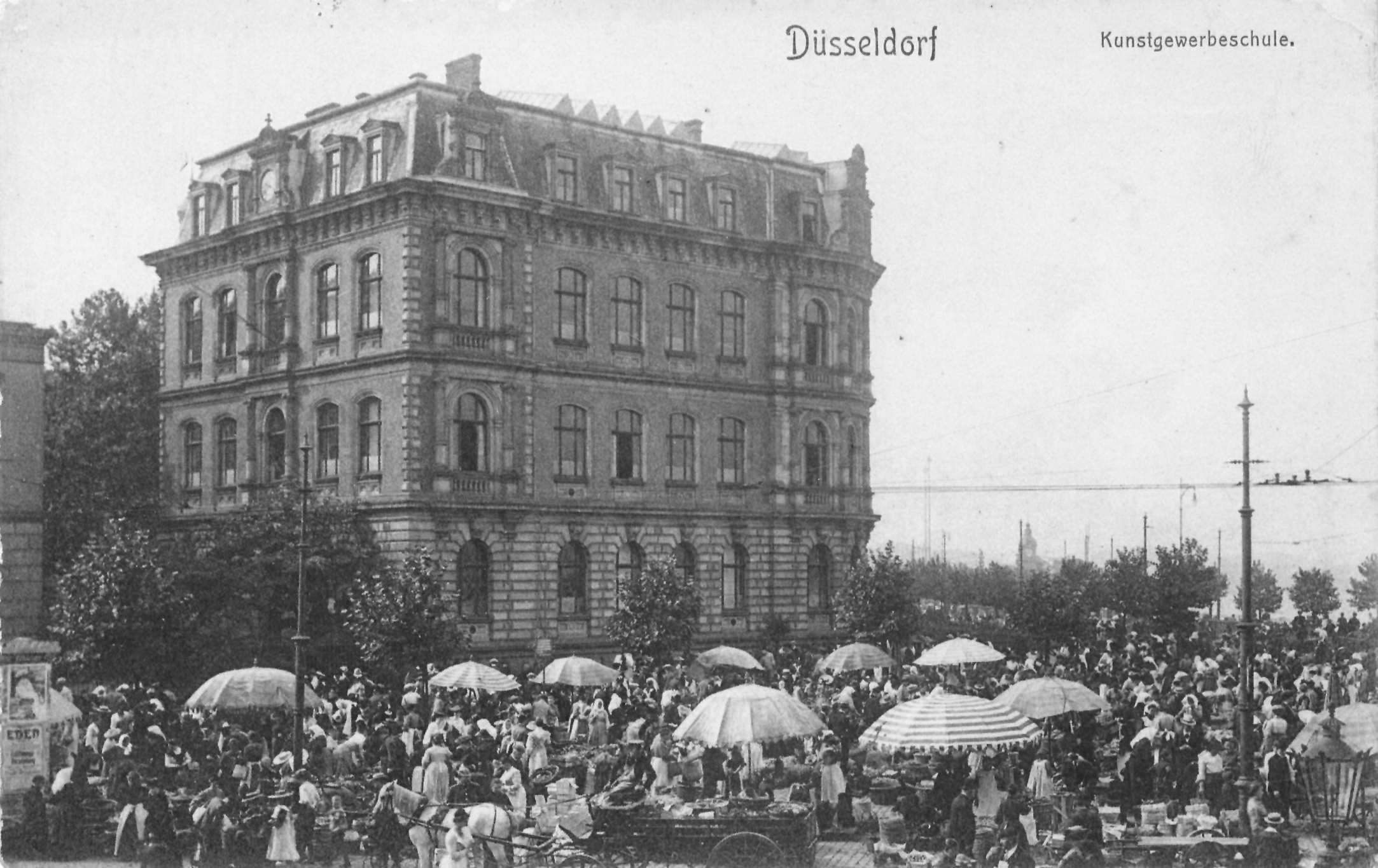
Kunstgewerbeschule am Burgplatz mit Wochenmarkt (um 1900)

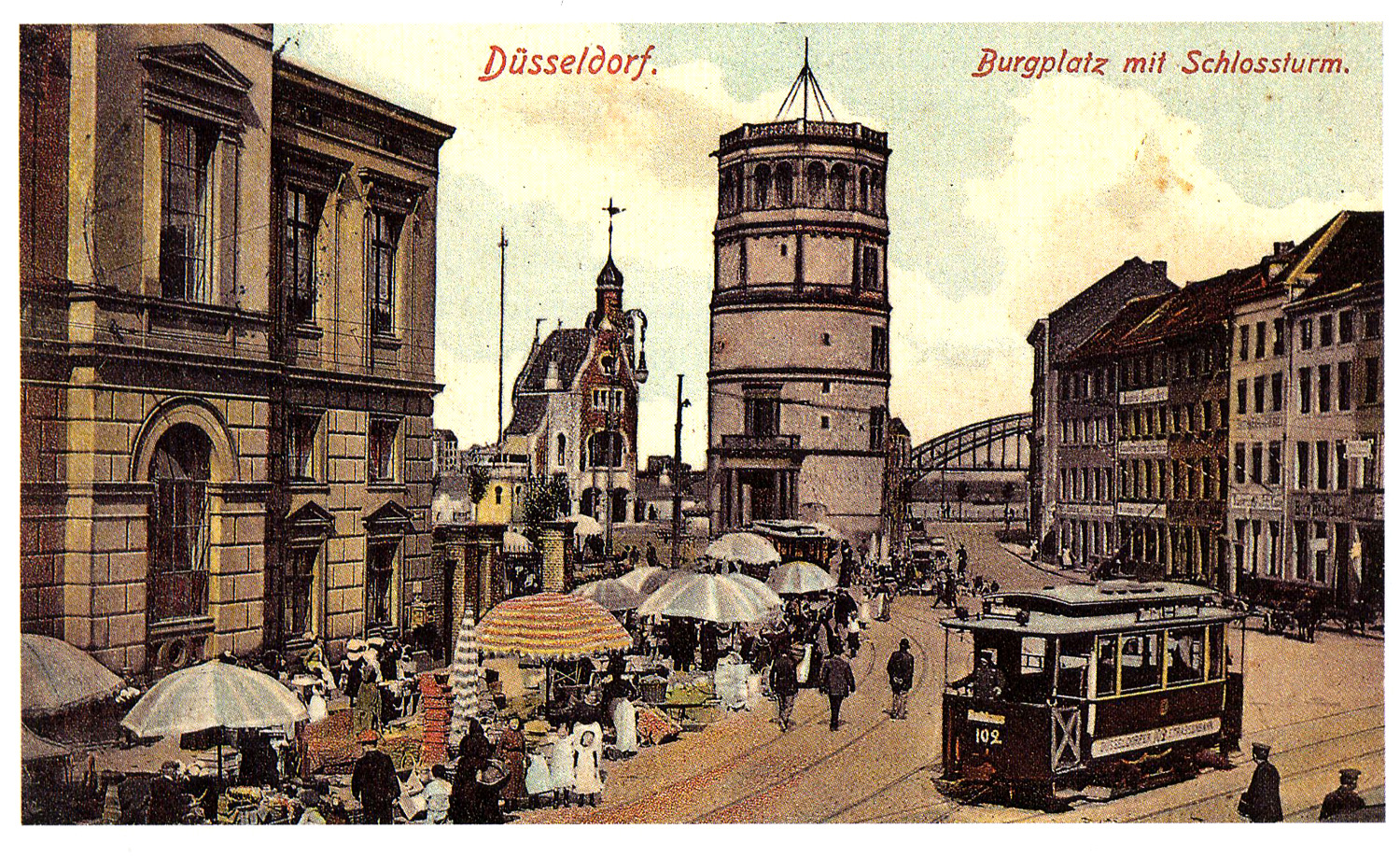
Der Burgplatz (um 1908)

Dieses, und damit der davor liegende Burgplatz, waren in den folgenden Jahrzehnten der Mittelpunkt der Stadt. Die Rolle Düsseldorfs als Hauptstadt der Vereinigten Herzogtümer Jülich-Kleve-Berg führte zu bedeutenden Zeiten in der Stadtgeschichte. Zum Zeitpunkt der Hochzeit von Johann Wilhelm und Jakobe von Baden-Baden im Jahr 1585 war das Schloss zu einem repräsentativen Herrschaftssitz ausgebaut worden, der den Höhepunkt seiner Bedeutung erreichte, als Kurfürst Jan Wellem Düsseldorf zur Hauptresidenz eines glänzenden Hofes machte. Von 1709 bis 1712 ließ er eine dreiflügelige Galerie an sein Schloss anbauen, in der bis 1795 seine berühmte Gemäldegalerie untergebracht war. Doch schon zu Beginn des 18. Jahrhunderts setzte ein Bedeutungsverlust des Schlosses ein, nachdem Düsseldorf mit dem Tod des Kurfürsten und mit dem Rückzug seiner Witwe nach Italien die Funktion einer Residenz und mithin das barocke Hofleben verloren hatte. Einschneidend waren für das Schloss auch die Zerstörungen des Jahres 1795, die durch das Bombardement der französischen Revolutionsarmee und einen dadurch entzündeten Brand verursacht worden waren. Von 1821 bis zum erneuten Brand im Jahr 1872 war die Düsseldorfer Kunstakademie in noch nutzbaren Teilen des Schlosses untergebracht. Nach dieser erneuten Zerstörung verfiel das Schloss weiter, der Platz war jedoch, durch seine zentrale Lage begünstigt, weiterhin ein wichtiger Treffpunkt in der Altstadt.

### Öffnung zum Rhein
Im Zuge der Rheinufervorschiebung wurde Ende des 19. Jahrhunderts der hart am Rheinufer stehende Häuserblock der ehemaligen Krämerstraße vor der St.-Lambertus-Kirche zwecks Anlegung einer hochwasserfreien Uferstraße abgebrochen und die Düsseldorfer Rheinfront bis zum Jahr 1902 neu gestaltet. Häufige Hochwasser hatten dies nötig gemacht. Die beseitigten Reste des Schlosses ließen den Burgplatz größer werden und öffneten seine Westseite zum Rhein.
Die neu entstandene untere Rheinwerft wurde für den Bedarf der Rheinschifffahrt als Anlegeplatz ausgebaut. Die zur Stadt hin gelegene obere Rheinwerft hingegen gestaltete man als repräsentative Promenade. Dabei wurde in Höhe des Burgplatzes in 1902 das Düsselschlösschen errichtet. Das darin untergebrachte Weinlokal machte den Burgplatz zum beliebten Treffpunkt in der Altstadt.

### Wiederaufbau
Die Zeit nach dem Zweiten Weltkrieg war geprägt vom Neuaufbau der zerstörten Stadt. Dieser wurde auch dazu genutzt, das bisher durch die vorhandene Stadtstruktur beengte Straßennetz neu zu organisieren. Teil dieser Planungen, welche durch das Stadtplanungsamt unter dem damaligen Leiter Friedrich Tamms forciert wurden, war eine Nord-Süd-Verbindung entlang des Rheins. Diese sollte parallel zur geplanten Berliner Allee den zukünftig erwarteten Autoverkehr aufnehmen. Zu diesem Zweck wurde die am Rheinufer verlaufende Bundesstraße 1 ausgebaut.
In Höhe des Burgplatzes stand dabei das sogenannte Düsselschlösschen im Weg. Es wurde zugunsten der Verbreiterung des Straßenraumes mit dem Argument, es sei durch Luftangriffe zu sehr beschädigt worden, abgerissen. Ebenfalls wurde die historische Bebauung an der Krämerstraße niedergelegt und die Bauflucht zurückgezogen.
Die durch diese Planungen entstandene Straße nahm in den Folgejahren einen großen Teil des Autoverkehrs entlang des Rheins auf. Zeitweise wurden bis zu 40.000 Fahrzeuge täglich gezählt. In Höhe des Burgplatzes waren eine Tankstelle und mehrere Parkplätze errichtet worden. Dies nahm dem Platz jegliche Aufenthaltsqualität und ließ ihn, wie auch das Rheinufer, immer mehr an den Rand der Stadt rücken.

### Ende des 20. Jahrhunderts
Das hohe Verkehrsaufkommen entlang der Bundesstraße 1 sorgte für eine Diskussion bezüglich einer städtebaulichen und verkehrstechnischen Neuordnung des Rheinufers in den 1980er-Jahren. Dabei wurde die Tieferlegung der Rheinuferstraße in Höhe der Altstadt und darüber hinaus in nördlicher und südlicher Richtung diskutiert. Trotz der absehbar hohen Kosten wurde das Projekt Ende der 1980er-Jahre in Angriff genommen. Im Jahr 1993 konnte schließlich der Rheinufertunnel eröffnet werden. In der Folgezeit wurde auch die nun freigewordene Oberfläche neugestaltet.
Ein im Jahr 1991 veranstalteter Wettbewerb für die gesamte Rheinfront enthielt den Burgplatz als zentrales Element einer neu zu gestaltenden Rheinuferpromenade. Der Siegerentwurf der Architekten Niklaus Fritschi, Benedikt Stahl und Günter Baum akzentuierte den am Burgplatz gelegenen Schlossturm mit einer zum Rhein gelegenen Freitreppe. Eine vorgesehene bauliche Ergänzung der Rheinfront mit einem weiter südlich gelegenen Gebäude wurde jedoch nicht realisiert. Dieses als Ellipse geplante zweigeschossige Bauwerk sollte den Platz auf seiner westlichen Seite baulich fassen. Als Nutzung wurde von den Architekten ein gastronomischer Betrieb vorgesehen.
Die Bauarbeiten für die Neugestaltung konnten im Jahr 1995 abgeschlossen werden. Seitdem bieten die Rheinuferpromenade und mit ihr der Burgplatz ein attraktives Freizeitziel in der Düsseldorfer Innenstadt. In der nachträglichen Bewertung der Baumaßnahmen wird von einer „Rückkehr der Stadt an den Rhein“ gesprochen.

## Platzgestaltung

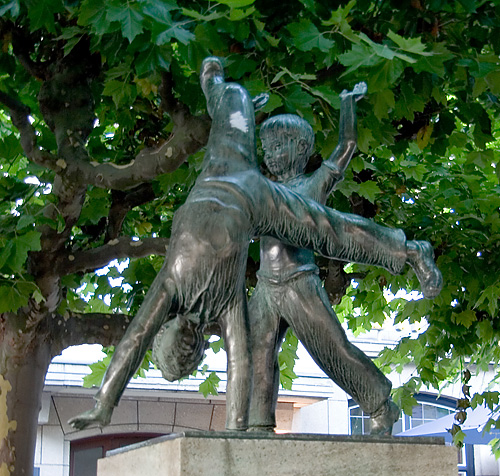
Der Radschlägerbrunnen

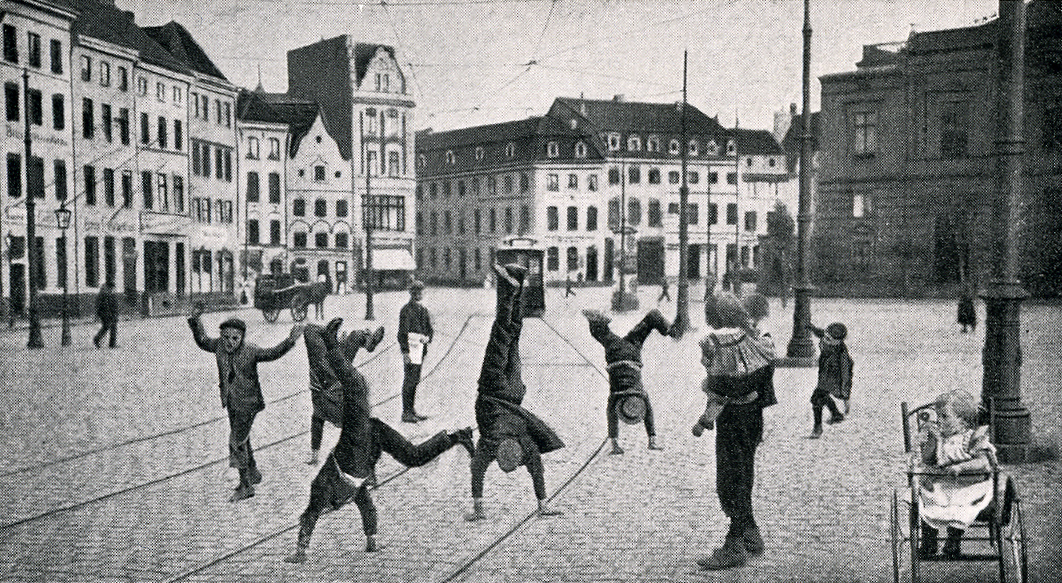
Düsseldorfer Radschläger auf dem Burgplatz, Postkartenmotiv um 1900

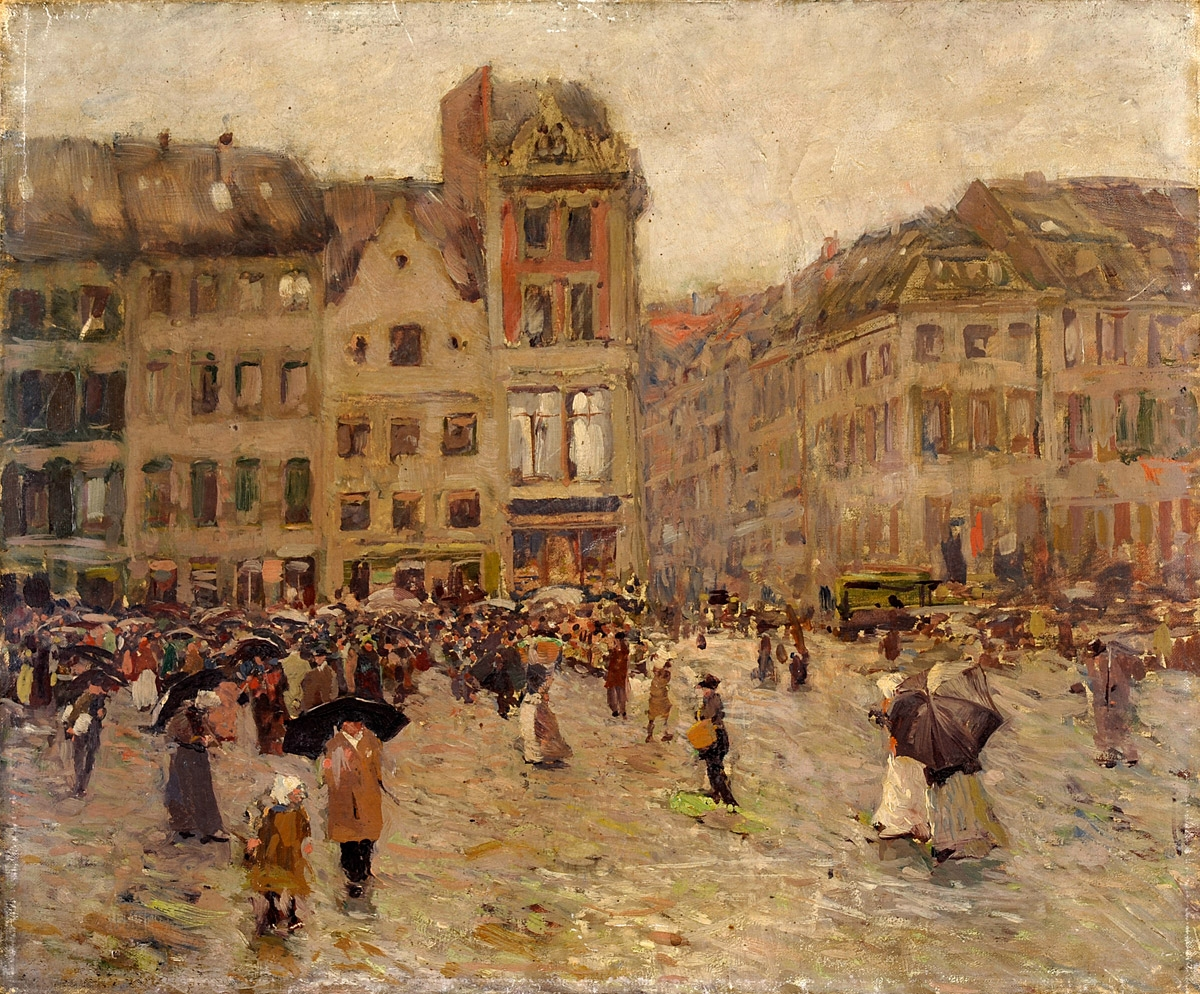
Burgplatz an einem Regentag, anonymer Maler, Düsseldorfer Malerschule, um 1900

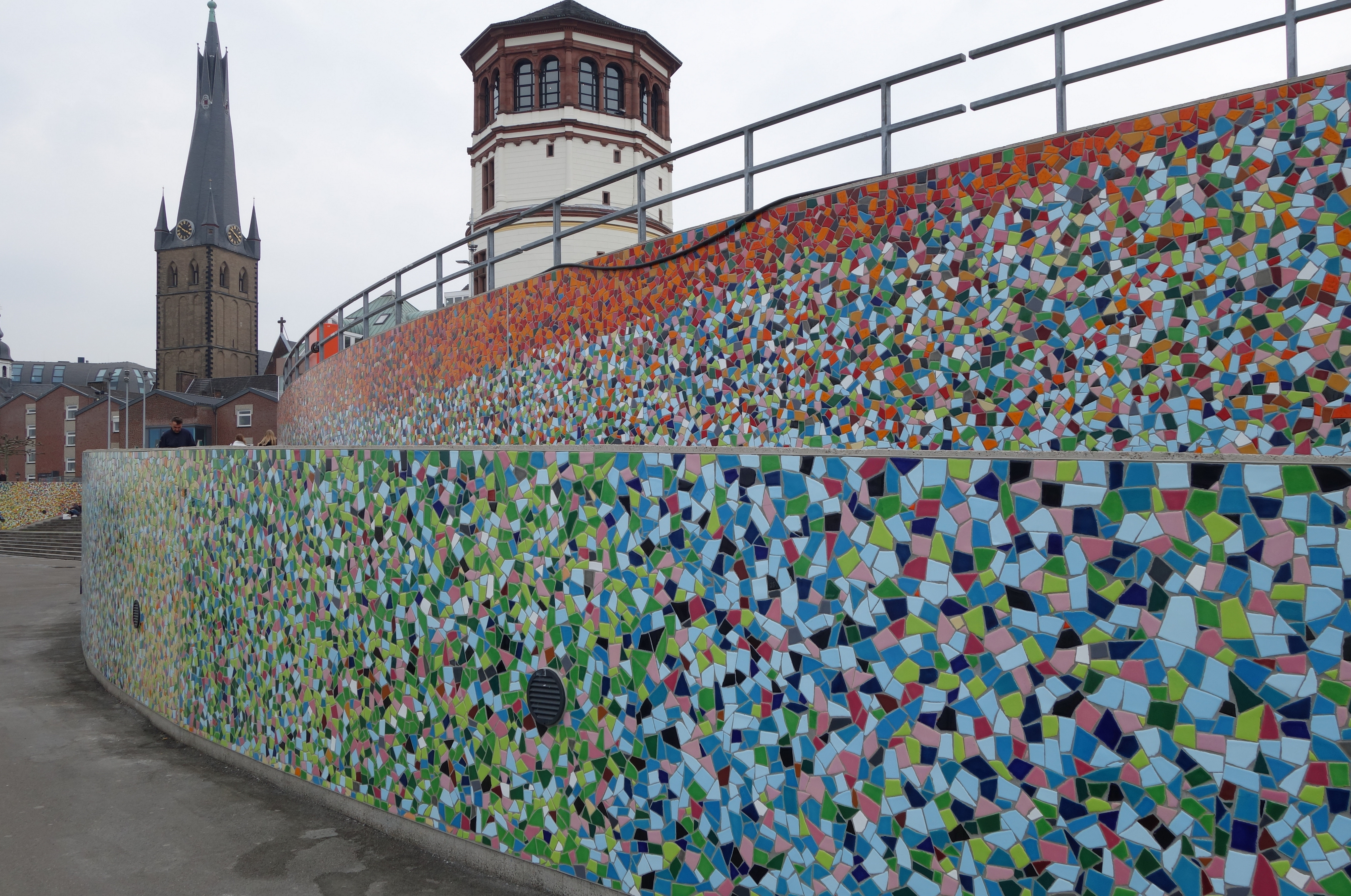
Das neue Keramikmosaik an der Freitreppe (2017)

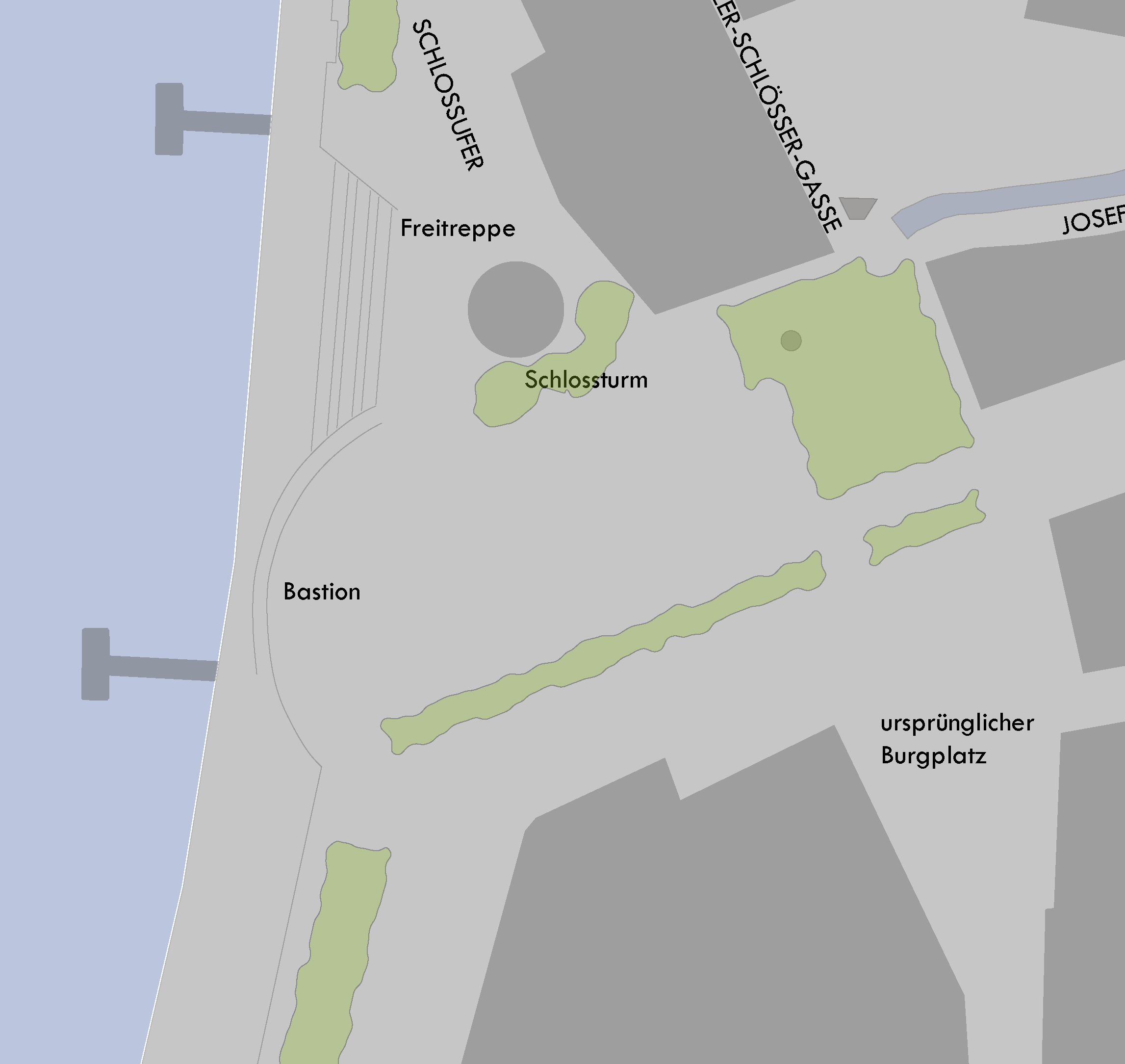
Gestaltung des Platzes

Im Zuge der Wiederherstellung der Rheinuferpromenade im Jahr 1995 wurde der bis dahin stark vom Autoverkehr genutzte Platz umgestaltet. Er wurde dabei in zwei Teile geteilt. Der nördliche orientiert sich zum Rhein und zum Schlossturm, während der südliche Teil die Form des historischen Burgplatzes, leicht eingeschränkt, wiedergibt. Beide sind durch eine geschickte Anordnung von Bäumen optisch voneinander getrennt. Als Belag zieht sich einheitlich Kopfsteinpflaster über die gesamte Platzfläche.
Der nördliche Platz erhält seine Rückseite durch einen Baumhain, der gleichzeitig den Abschluss des südlichen Platzes bildet. Auf der südlichen Seite führt eine Baumreihe bis zum Rheinufer, welche die Bebauung mit einer davor liegenden Erschließungsfläche vom eigentlichen Platz abgrenzt. Die Nordseite wird vom Schlossturm dominiert, der sich mit seinem Eingangsportal zum Platz wendet. Richtung Westen öffnet sich der Platz zum Rhein und gibt über einen großen „Balkon“, die sogenannte Bastion, die Möglichkeit, am Rheinufer entlang sowie über den Rhein hinweg zum gegenüberliegenden Oberkassel zu blicken.
Der südliche, kleinere Teil des Burgplatzes ist hingegen eher introvertiert. An seinem südlichen Anschluss zum Marktplatz beginnt er als schmale Gasse, um sich dann immer mehr aufzuweiten und den Blick Richtung Norden auf den Baumhain und besonders auf die Durchgänge zum nördlichen Platzteil zu lenken. Der Platz ist geprägt durch eine Strukturierung und Belegung der Flächen für die angrenzende Gastronomie und den Autoverkehr.

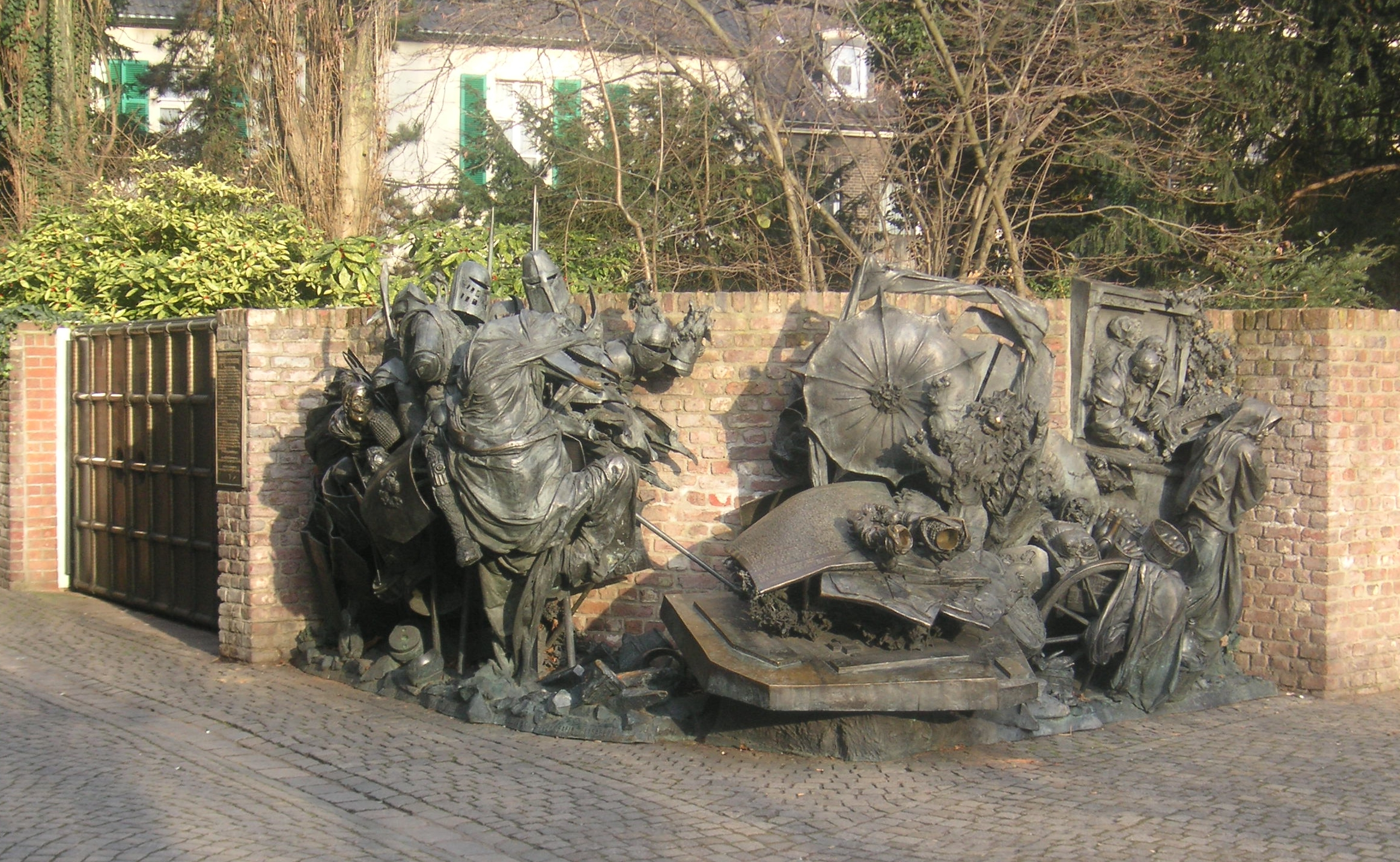
Das am nordöstlichen Platzrand gelegene Stadterhebungsmonument

Unter dem bereits erwähnten Baumhain befindet sich der 1954 errichtete Radschlägerbrunnen. Der vom Düsseldorfer Heimatverein Düsseldorfer Jonges gestiftete und von Alfred Zschorsch geschaffene Brunnen erinnert an die Legende vom Radschläger. Er trägt die von Hans Müller-Schlösser verfasste Inschrift „Radschläger wolle mer blieve, wie jeck et de Minschen och drieve“ (Radschläger wollen wir bleiben, wie verrückt es die Menschen auch treiben).
Der Brunnen selbst besteht aus einer großen Schale, die auf einem Fundamentstein ruht. Diese umschließt einen Steinquader, auf dem zwei Jungen ein Rad schlagen.
Etwas weiter nördlich von diesem Brunnen wird die nördliche Düssel in einen unterirdischen Kanal geführt, um in Höhe des Schlossturms in den Rhein zu münden. Davor tritt sie auf knapp 100 Meter Länge zu Tage und bietet mit ihrer Stützmauer eine Sitzmöglichkeit in der ruhigen Josef-Wimmer-Gasse. Neben dem Tunnelmund befindet sich das vom Bildhauer Bert Gerresheim gestaltete und zum 700-jährigen Stadtjubiläum von den Düsseldorfer Jonges aufgestellte Stadterhebungsmonument. Es erinnert an die Schlacht von Worringen im Jahr 1288, nach deren Ende Graf Adolf von Berg dem damaligen Fischerdorf an der Düssel die Stadtrechte verlieh. Das Denkmal zeigt Szenen aus der Schlacht und setzt sie in Bezug zur Düsseldorfer Stadtgeschichte. Die Themen des Stadterhebungsmonuments setzte Gerresheim mit seinem 1991 geschaffenen Düsselgitter fort. Die Bronzeskulptur fungiert als Brüstung über der hier hindurchlaufenden Düssel. Das Wasserrad in der Mitte zeigt den früheren Namen des Flusses: Dussela (wahrscheinlich abgeleitet aus dem germanischen Begriff thusila: die Rauschende).
Am westlichen Rand führt eine direkt vor dem Schlossturm gelegene Freitreppe hinunter zur Unteren Werft. Sie bildet den Übergang zur Rheinuferpromenade. Die Seitenwände der Treppenanlage öffnen sich zum Rhein und lassen diese so Stufe für Stufe breiter werden. Die Wände selbst wurden bis 1997 durch den Künstler Hermann-Josef Kuhna gestaltet. In Zusammenarbeit mit Studenten entstand eine farbig gestaltete Wandfläche. Viele kleine Farbflecken, in unterschiedlichen Tönen im Spektrum von Rot bis Blau, ergeben im Zusammenspiel eine abwechslungsreiche Fläche. Die inzwischen durch Alterung und Vandalismus unansehnlich gewordene Malerei wurde im April 2017 auf Anregung und in Zusammenarbeit mit dem Künstler durch ein ähnlich gestaltetes Keramikmosaik ersetzt.
Oberhalb der Treppe befinden sich eingelassene Pflastersteine mit eingravierten Namen. Es handelt sich hierbei um das Kunstprojekt Namen und Steine aus dem Jahr 2000 des Künstlers Tom Fecht und erinnert an Menschen, die an AIDS gestorben sind.
Nahe der Freitreppe, vor dem Haus Burgplatz 29, liegt eine Plastik von Erich Reusch von 1985, die im Zuge der Neugestaltung des Burgplatzes nach Norden verschoben wurde. Der Quader aus COR-TEN-Stahl misst auf jeder Seite 2,5 m und ist ca. 33 cm hoch.
Am östlichen Rand des Platzes auf Höhe der Häuser Burgplatz 19/Mühlenstraße 2 befindet sich auf einer Litfaßsäule Christoph Pöggelers Skulptur Säulenheilige Paar I.
Unter der Reihe beschnittener Platanen, die den Südrand des Burgplatzes säumen, steht die Figur Frau Backhaus oder Altstadtfrau von Hannelore Köhler. Die ein Altstadtoriginal wiedergebende Skulptur aus Grünstein hatte die Stadt Düsseldorf 1983 angekauft und später hier aufgestellt.

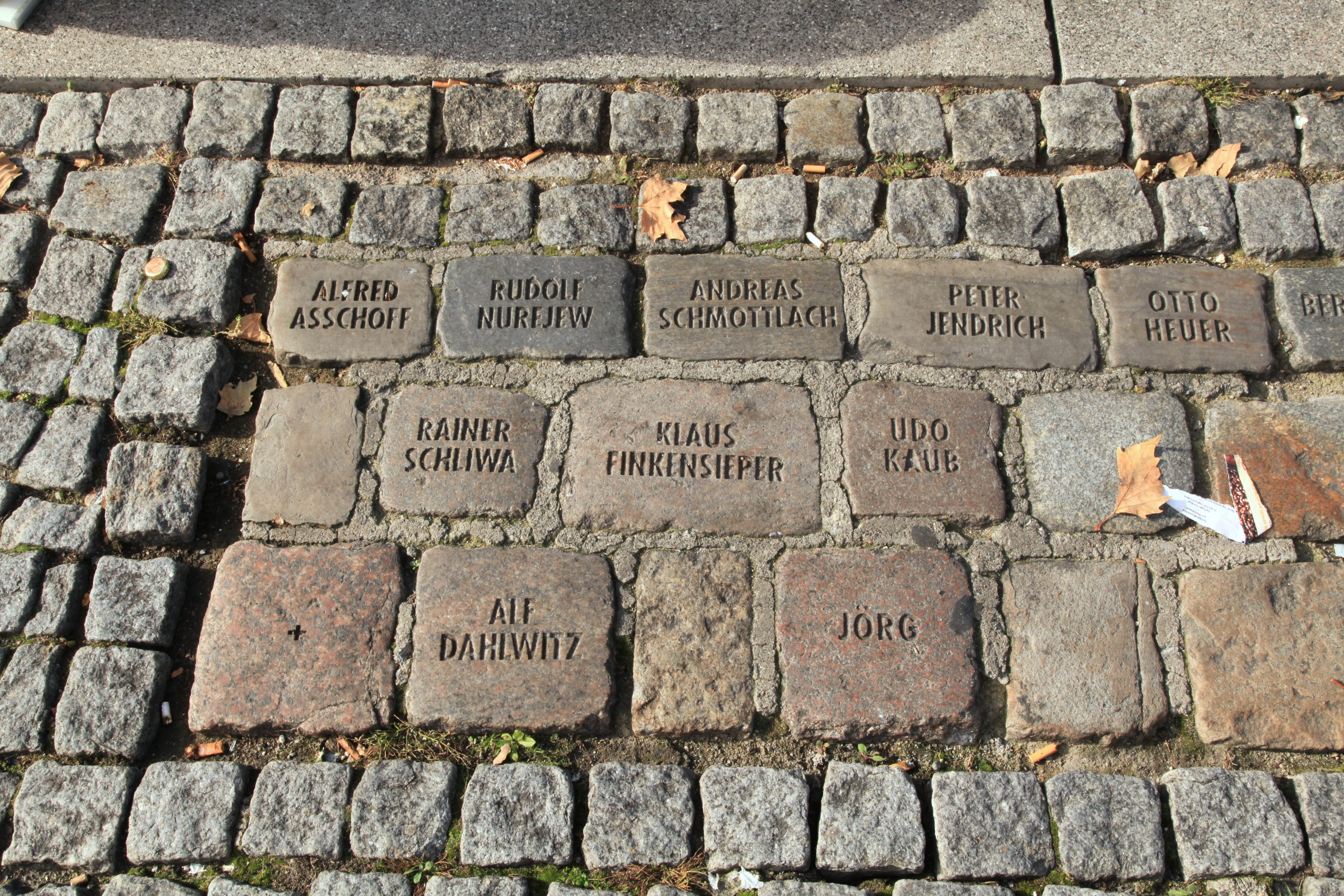
Namen und Steine
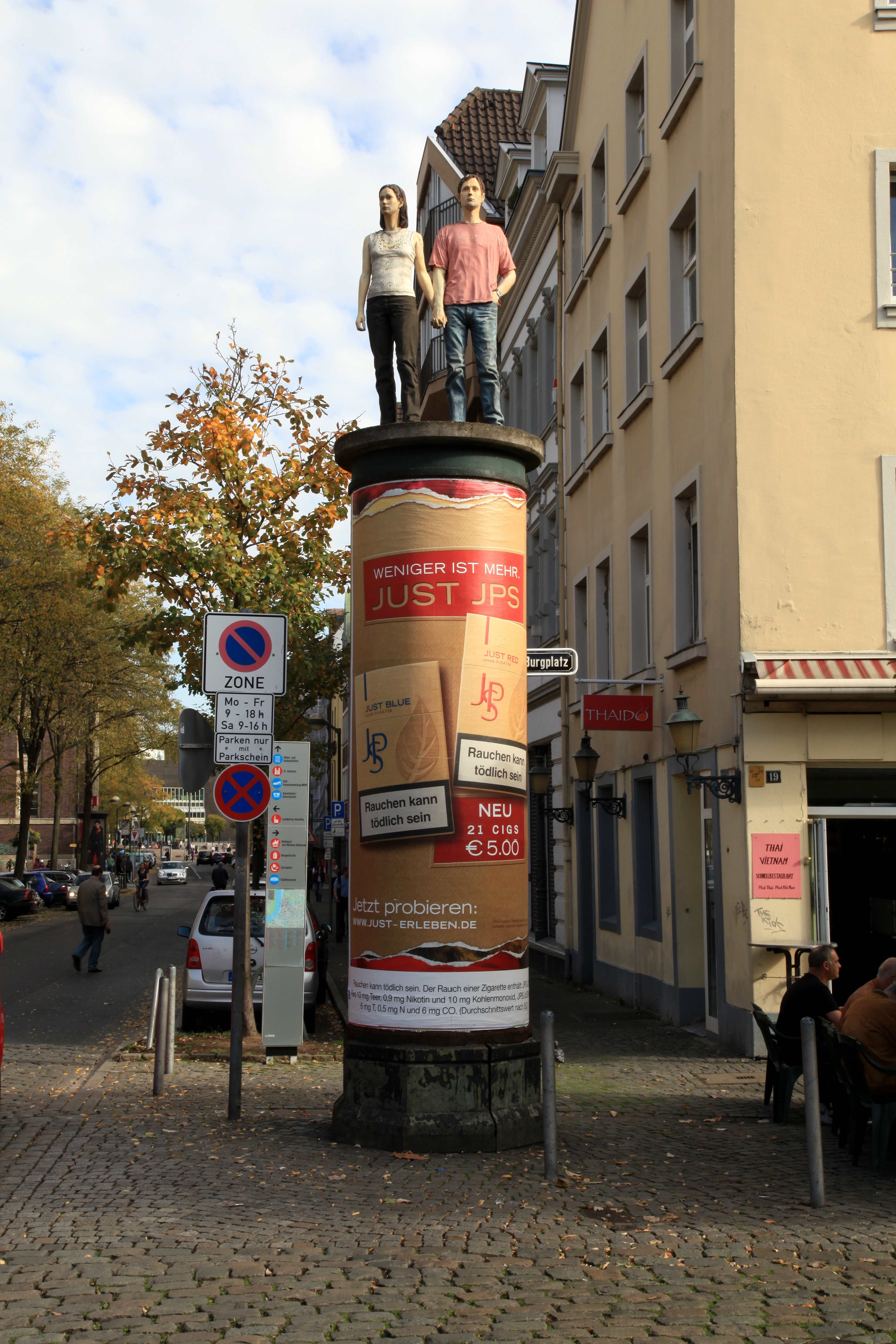
Säulenheilige Paar I
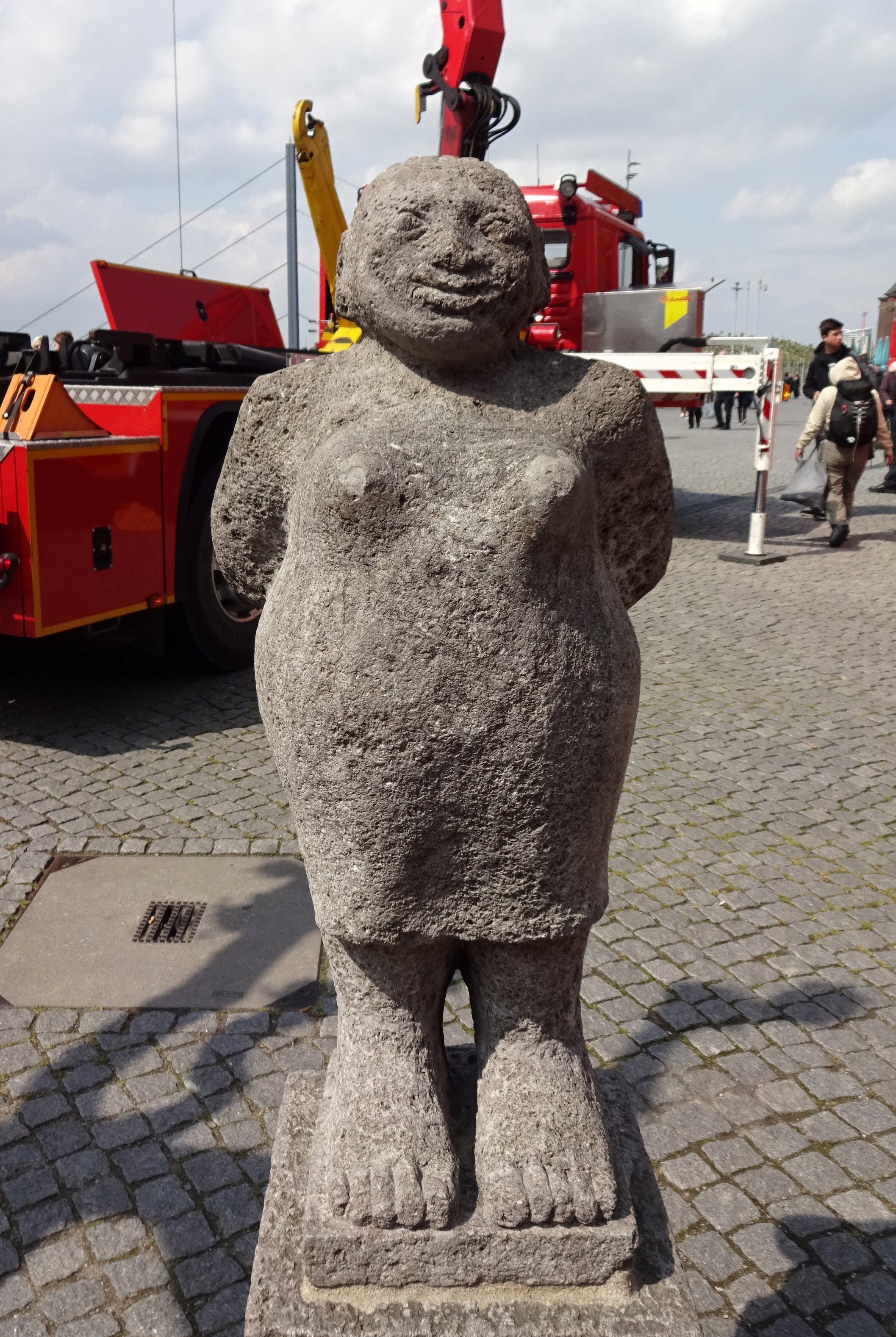
Altstadtfrau

## Platzrandbebauung

### Nordseite

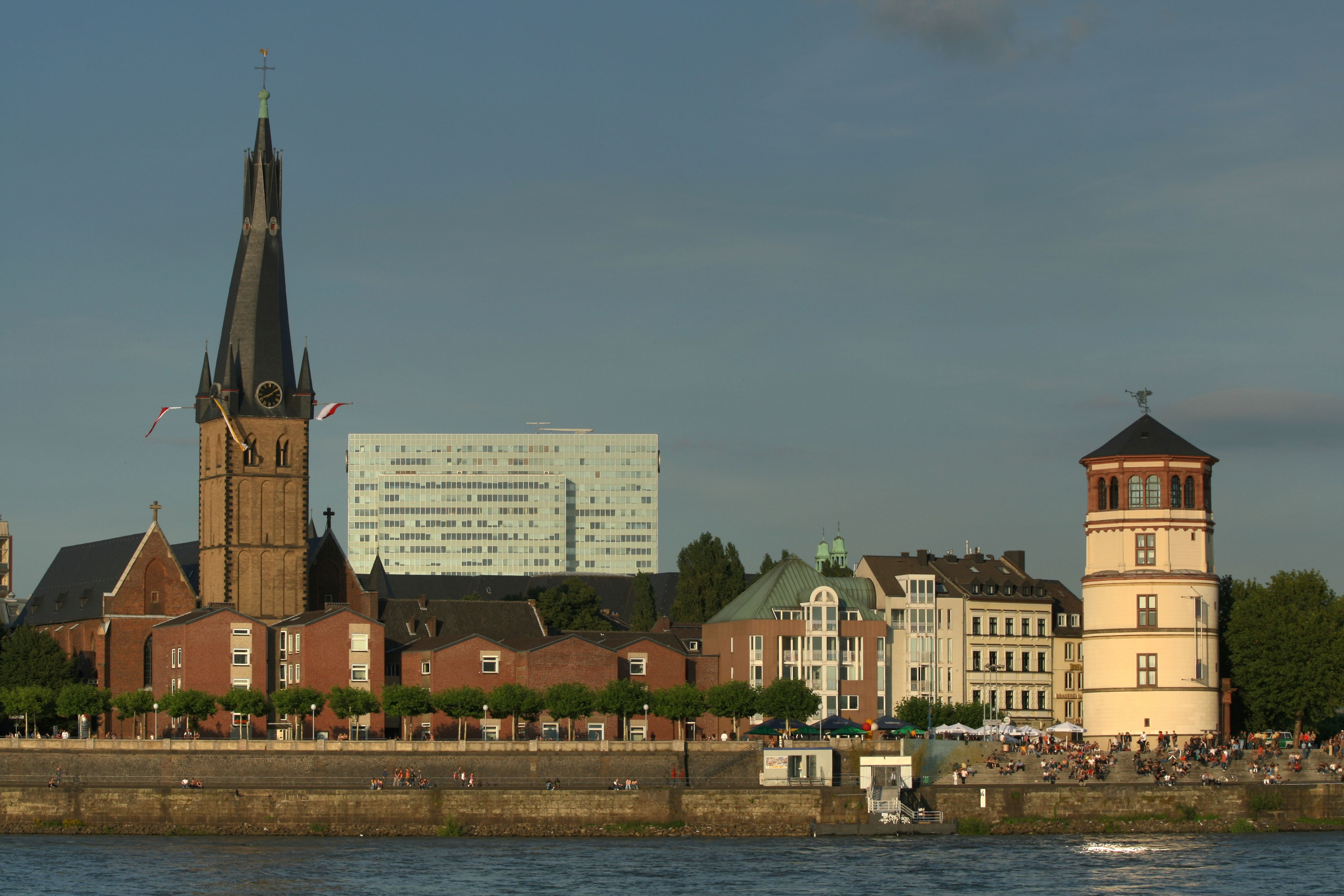
Burgplatz mit Schlossturm, links die St. Lambertus-Kirche, im Hintergrund das Dreischeibenhaus

Der Schlossturm steht am nördlichen Rand des Platzes. Ein Durchgang zum hier Schloßufer benannten Teil der Rheinuferpromenade trennt ihn von der restlichen, die Nordseite des Platzes begrenzenden Bebauung, ab. Er dominiert optisch die westlich von ihm gelegene Freitreppe und stellt einen wichtigen Blickfang für die Düsseldorfer Rheinfront dar.
Dieses Bauwerk ist der letzte noch bestehende Teil des Düsseldorfer Schlosses. Ein Brand im Jahr 1872 zerstörte dieses zum letzten Mal nach drei vorhergehenden Brandschäden. Zu Beginn des 20. Jahrhunderts wurden alle Reste bis auf den Schlossturm beseitigt. Seit dieser Zeit steht er frei von jeglicher Bebauung am nördlichen Ende des Platzes. Heute sind in seinem Inneren das Schifffahrtsmuseum, welches einen Überblick über die zweitausendjährige Geschichte der Rheinschifffahrt gibt, sowie in der „Laterne“ im obersten Geschoss ein Restaurationsbetrieb untergebracht. Der Schlossturm ist seit dem 16. Mai 1984 in die Denkmalliste der Landeshauptstadt Düsseldorf eingetragen.
Im östlich anschließenden Gebäude befindet sich ein großes Gasthaus. Die Flächen davor sind durchgehend von diesem durch Tische und Stühle belegt und werden in den Sommermonaten intensiv genutzt. Im Gasthaus selbst fand in der Karnevalssession 2007 ein Rekordversuch statt. Die Düsseldorfer Vereine organisierten die längste Karnevalssitzung der Welt. Der gut 35 Stunden dauernden Veranstaltung war jedoch letztlich keine Anerkennung durch eine Aufnahme in das Guinness-Buch der Rekorde geglückt.

### Ostseite
Die Ostseite des Burgplatzes wird von einer Reihe von Gebäuden in geschlossener Bauweise gebildet. Dazu gehören im südlicheren Bereich auch zwei unter Denkmalschutz stehende Gebäude, nämlich die Häuser Burgplatz 5 und 6, welche aus dem 17. Jahrhundert stammen. In diesen, dem Rathaus angeschlossenen, und in den anderen Gebäuden der Ostseite sind im Erdgeschoss überwiegend Betriebe der Gastronomie angesiedelt. Im Haus Nr. 9 befand sich die im Jahr 1891 gegründete  Bäckerei Hinkel. Der Betrieb wurde zum Jahresende 2018 wegen Geschäftsaufgabe geschlossen, die Bäckerei des Cousins Josef Hinkel mit zwei Läden in der Altstadt besteht weiterhin. Im Haus Burgplatz Nr. 11 befand sich um die Jahrhundertwende die J. H. Branscheidt Schokoladen- und Zuckerfabrik. Das Haus Burgplatz 12 trägt eine Bronzetafel mit dem Text „In diesem Hause dem früheren Gasthof Prinz von Oranien wohnte Goethe im Juli 1774“. Zwischen 1968 und 1972 betrieb der Künstler und Professor der Düsseldorfer Kunstakademie Daniel Spoerri in dem Haus Burgplatz 19 (Ecke Mühlenstraße) ein eigenes Restaurant und darin auch seine „Eat Art Gallery“, ein Zentrum dieser Kunstrichtung. Die Flächen vor den Geschäften sind, gerade in den Sommermonaten, von einer intensiven Nutzung geprägt. Die vielfache Außengastronomie wird durch eine Abpollerung eines größeren Bereichs ermöglicht.

### Südseite

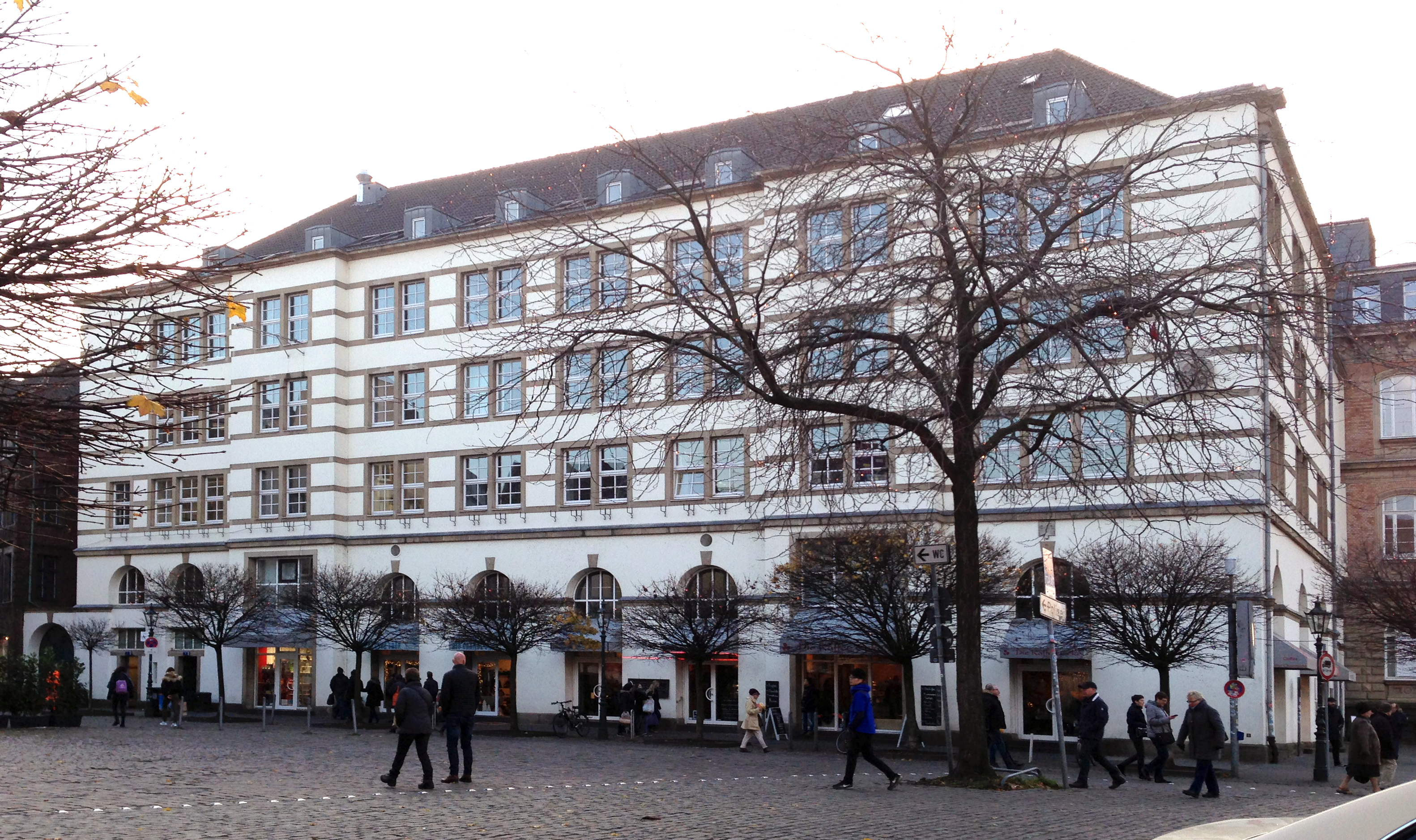
Burgplatz 2 und 3

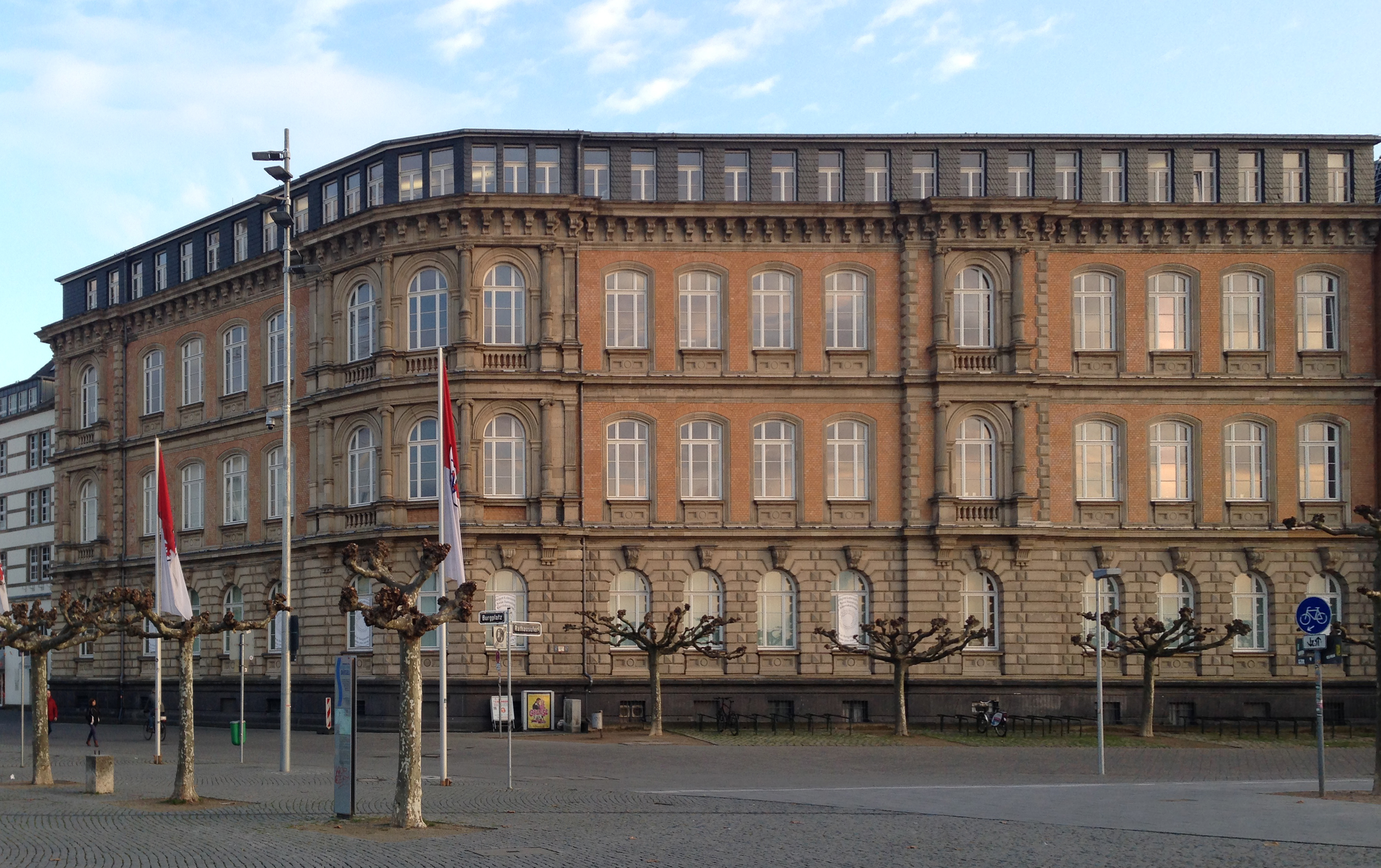
Ehemalige Kunstgewerbeschule (2017)

Die Südseite wird von Gebäudeteilen des Düsseldorfer Rathauskomplexes gebildet. Beide werden in erster Linie durch die Düsseldorfer Stadtverwaltung genutzt. Im Abschnitt zum Marktplatz befinden sich im Erdgeschoss mehrere Ladengeschäfte. Darunter war bis zum Jahr 2007 ein Büro der Tourismus-Information, welches in Zusammenarbeit mit dem Ordnungsdienst der Stadt betrieben wurde. Seit dem Umzug der Tourismus-Information wird dieses nur noch vom Ordnungsdienst besetzt.
Im zum Rhein gelegenen, 1883 errichteten und seit 1994 denkmalgeschützten Gebäudeteil, in dem die schließlich mit der Kunstakademie Düsseldorf vereinigte Kunstgewerbeschule Düsseldorf untergebracht war, befindet sich die sogenannte Akademie-Galerie. Nach mehreren Jahren der intensiven Diskussion über einen Ausstellungsraum für die Professoren der Kunstakademie wurde dieser historische Ort gewählt. Denn bis ins 19. Jahrhundert hatte sich hier die von Jan Wellem begründete Düsseldorfer Gemäldegalerie befunden, deren berühmte Sammlung heute den Grundstock der Alten Pinakothek in München bildet. Die neuen Ausstellungsräume wurden im Jahr 2005 durch den Düsseldorfer Oberbürgermeister Joachim Erwin und den damaligen für Kultur zuständigen Landesminister Michael Vesper eröffnet und an den Rektor der Akademie, Markus Lüpertz, übergeben.

## Nutzung

### Alltag
Da der Platz keinerlei Bedeutung für den motorisierten Individualverkehr hat, dient er in erster Linie den Fußgängern. Die Bewohner der Stadt und Touristen nutzen den Platz daher zum Verweilen und um von der Rheinuferpromenade in die Altstadt oder auch in die entgegengesetzte Richtung zu gelangen. Bei gutem Wetter sind die Restaurationsbetriebe am Platzrand und die zum Rhein hinabführende Freitreppe beliebte Aufenthaltsorte. In den letzten Jahren ist es jedoch vermehrt zu Problemen auf dem Platz gekommen. Der zunehmende Verkauf von alkoholischen Getränken in Kiosken und der anschließende Konsum im öffentlichen Raum mit sich häufenden Exzessen haben zu einer vielfältigen und aufgeregten Debatte in der Stadt geführt. So wurde in der Zeit des Jahreswechsels 2007/2008 die Einführung eines Verbotes von Alkoholkonsum auf dem Burgplatz und der vor dem Schlossturm gelegenen Freitreppe gefordert. Unterstützt wurde dieser Vorschlag vom Ordnungsamt, der Polizei, dem Oberbürgermeister und der CDU-Fraktion im Düsseldorfer Stadtrat. In einer Sitzung des Ordnungs- und Verkehrsausschusses wurde ein entsprechender Antrag durch eine Mehrheit von FDP, Grünen und SPD jedoch abgelehnt.
Im Sommer 2007 wurde bereits über eine Videoüberwachung des Burgplatzes diskutiert. Diese wurde von den anliegenden Geschäftsleuten gefordert, da es aus ihrer Sicht zu einer erhöhten Zahl an Straftaten gekommen war. Dies wurde jedoch vom Düsseldorfer Polizeipräsidenten bestritten. Er begründete dies mit der Kriminalstatistik, welche den Burgplatz eindeutig nicht als Kriminalitätsschwerpunkt ausweise.

### Veranstaltungsort

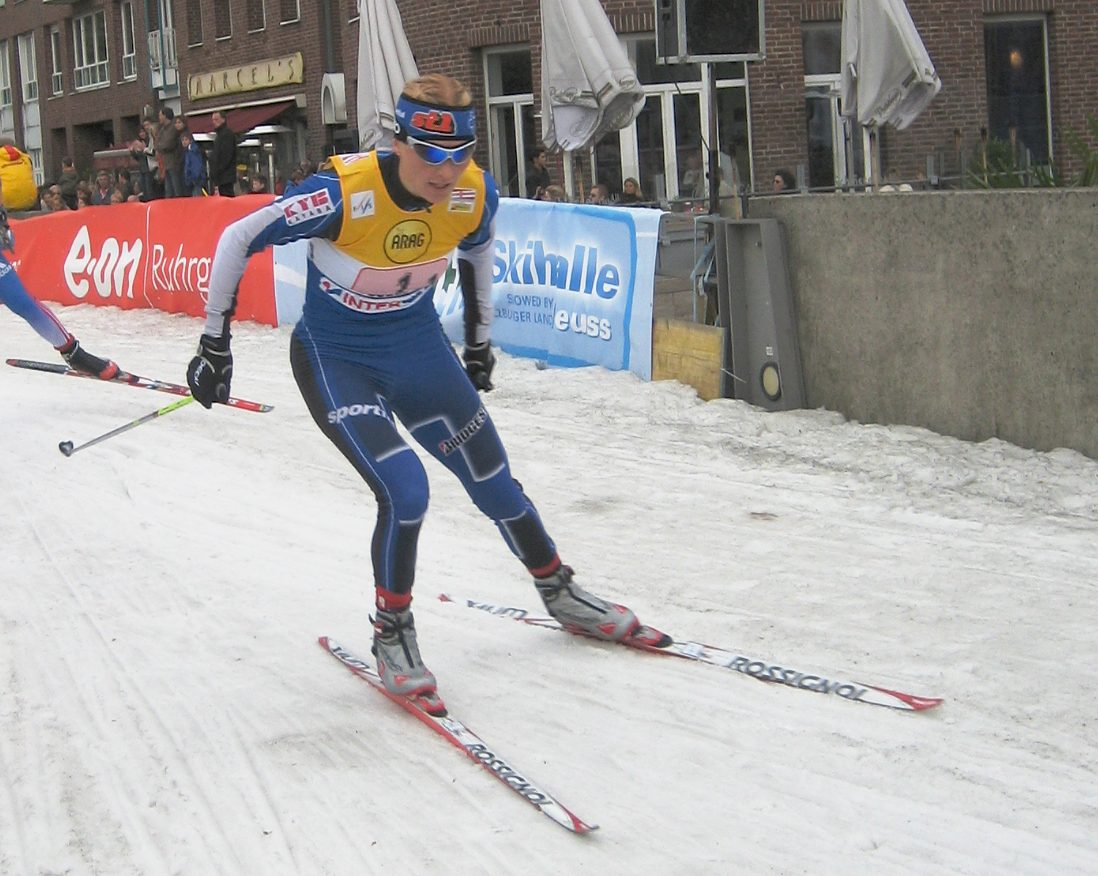
Die Strecke des Skilanglauf-Weltcups führte über den Burgplatz

Die zentrale Lage zwischen Altstadt und Rhein sowie eine große freigeräumte Fläche ermöglichen eine häufige Nutzung des Burgplatzes für diverse Veranstaltungen. Zu diesem Zweck sind spezielle Richtlinien erarbeitet worden, die vom jeweiligen Veranstalter erfüllt werden müssen.

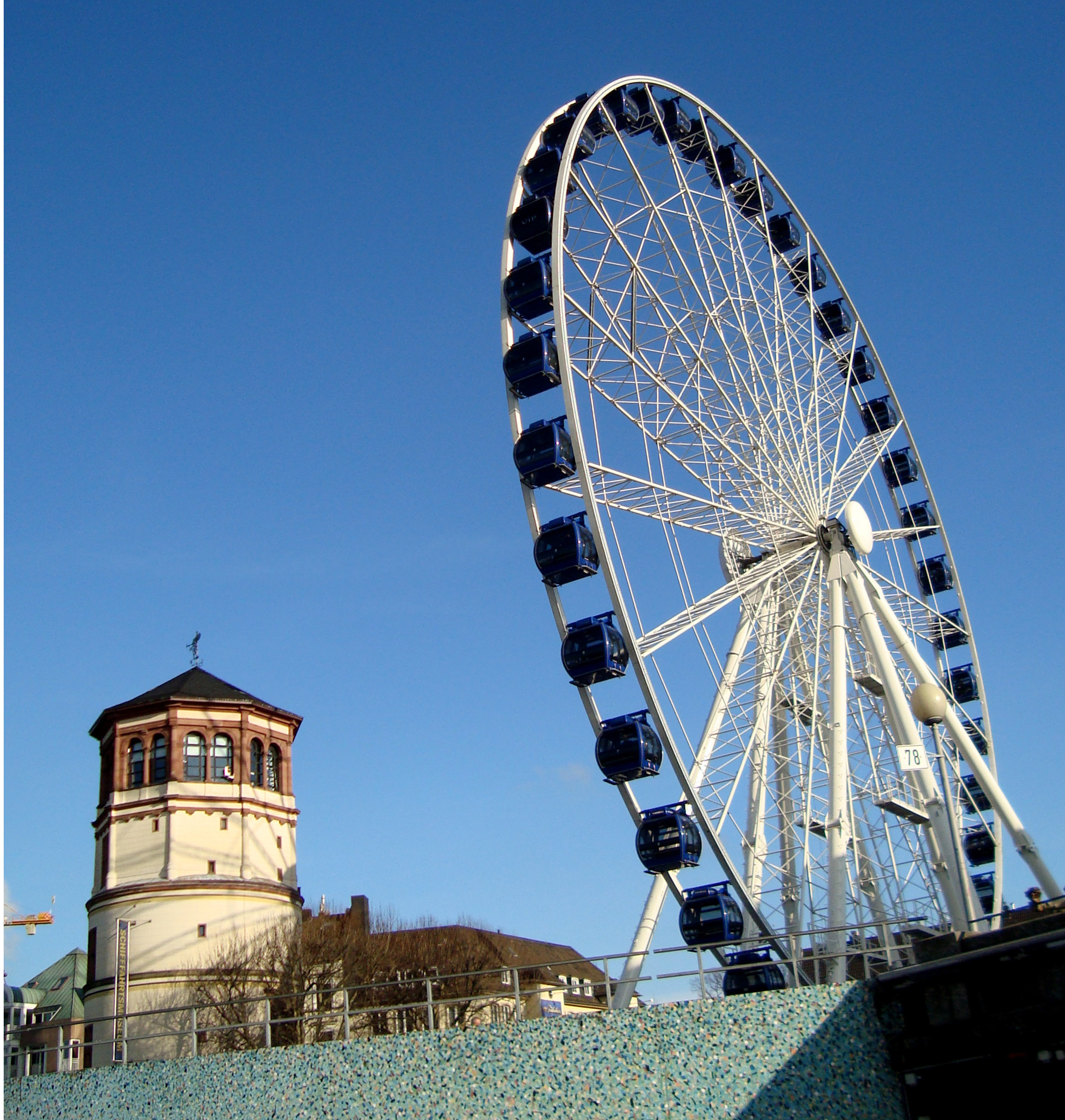
Schlossturm mit temporärem Riesenrad (November 2012 bis Januar 2013) und farbiger Wandgestaltung von Hermann-Josef Kuhna

In erster Linie eignet sich der Burgplatz natürlich für Freiluftveranstaltungen aller Art. Jedes Jahr finden hier auf der Hauptbühne der Jazz-Rallye Konzerte statt. Ebenfalls wird der Frankreichtag zum 14. Juli gefeiert – in dessen Rahmen hier Start und Ziel der mit französischen Oldtimern gestalteten Tour de Düsseldorf liegen – und das Düsseldorfer Kulturfestival Altstadtherbst sowie der Japan-Tag und an der anschließenden Rheinuferpromenade die Büchermeile. Die Feierlichkeiten zum fünfzigsten und sechzigsten Landesjubiläum von Nordrhein-Westfalen in den Jahren 1996 sowie 2006, zuletzt als NRW-Tag bezeichnet, wurden hier begangen und auch der Olympia-Tag 2003, welcher einen Teil der Düsseldorfer Bewerbung für die Sommerspiele 2012 darstellte. Neben mehreren Veranstaltungen in der Rhein-Ruhr-Region fand hier die zentrale Feier statt. Zudem ist hier der Treffpunkt mehrerer tausend Skater, wenn die „Rollnacht Düsseldorf“ wieder zum Skaten durch die Landeshauptstadt einlädt.
Ebenfalls finden Sportveranstaltungen statt. So starteten die Teilnehmer der beiden Radrundfahrten ENECO Tour und Deutschland Tour hier jeweils ihre Etappen. Der in letzter Zeit in Düsseldorf heimisch gewordenen Skilanglauf-Weltcup nutzt den Burgplatz teilweise als Strecke, aber in erster Linie als Bühne und Standort für Sponsorenpräsentationen.
In den 1990er-Jahren wurde im Sommer regelmäßig ein Freilichtkino aufgebaut. Dieses musste jedoch wegen des Protests eines Anwohners etwas mehr als einen Kilometer weit rheinabwärts zum Rheinpark Golzheim verlegt werden.

## Weiterführende Informationen

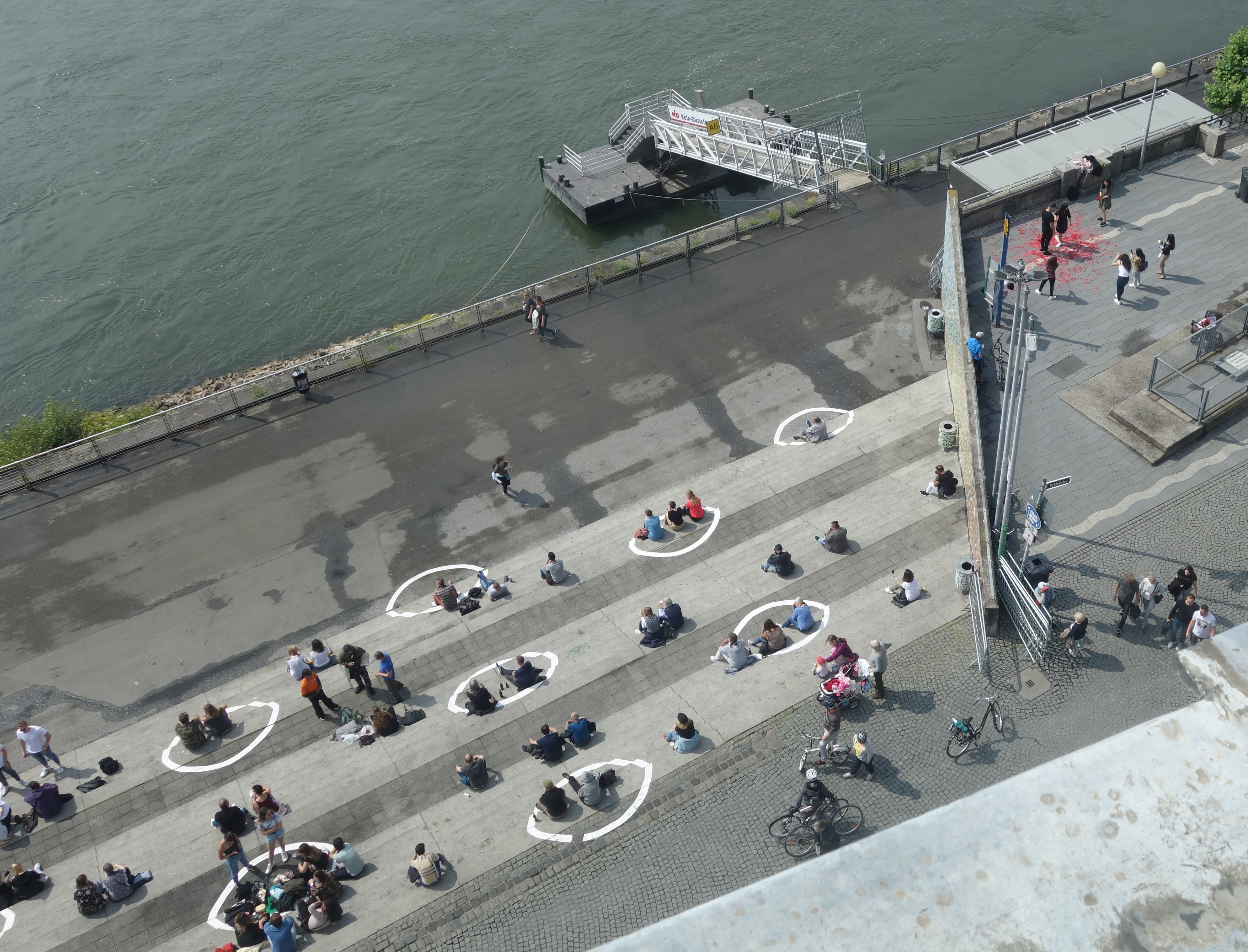
Burgplatz Treppe, 360 Kreise als symbolische Abstandsmarkierungen in der Corona-Krise (Juni 2020)